# Burg Yoshida

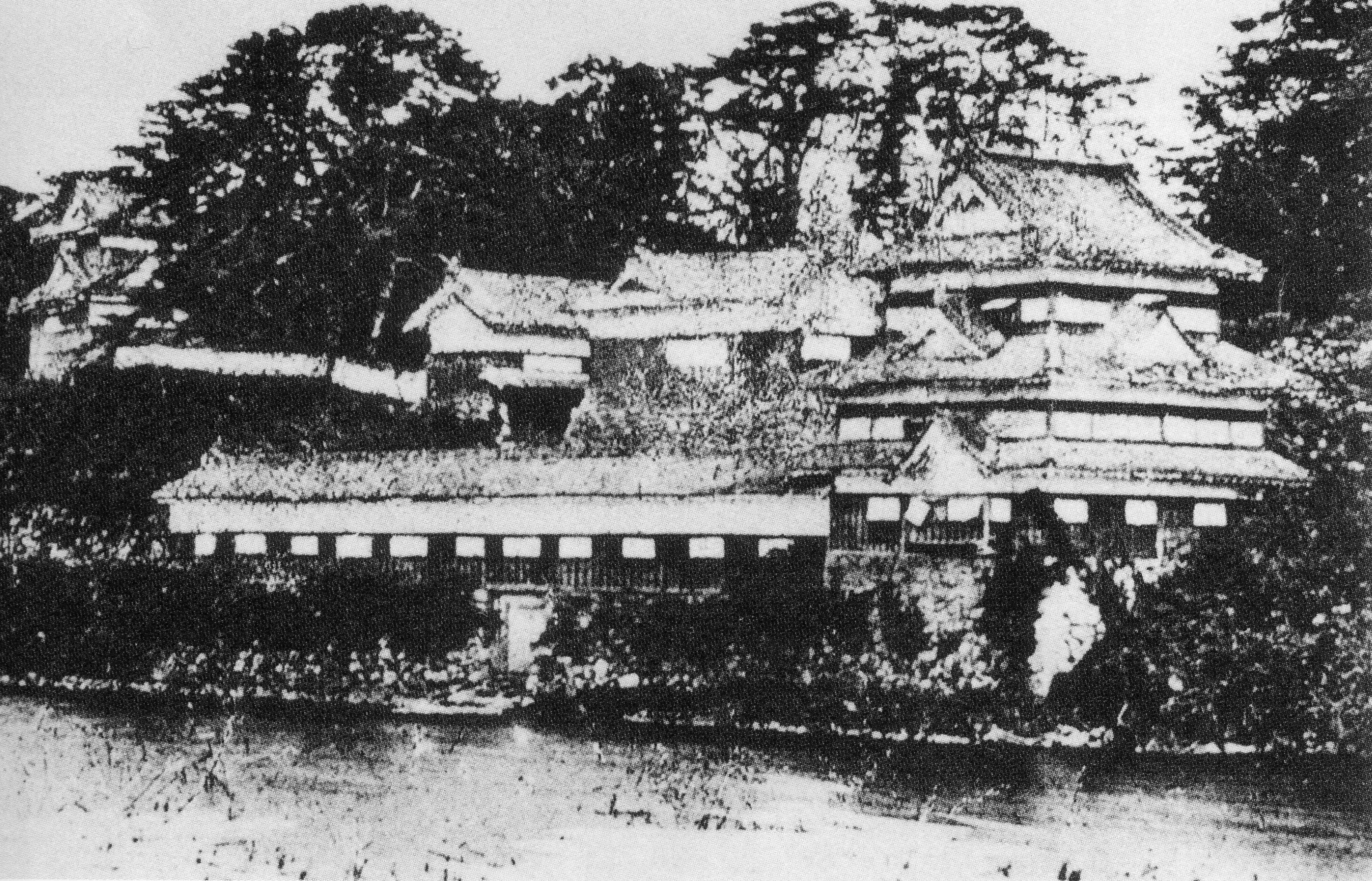
Burg Yoshida, um 1868

Die Burg Yoshida (japanisch 吉田城, Yoshida-jō) befindet sich in der Stadt Toyohashi in der Präfektur Aichi. In der Edo-Zeit residierte dort zuletzt ein Zweig der Ōkōchi als größere Fudai-Daimyō.

## Burgherren in der Edo-Zeit
- Ab 1601 die Takenoya-Matsudaira mit einem Einkommen von 30.000 Koku,
- Ab 1612 die Fukōzu mit 30.000 Koku,
- Ab 1632 ein Zweig der Mizuno mit 40.000 Koku,
- Ab 1642 ein Zweig der Mizuno mit 45.000 Koku,
- Ab 1645 ein Zweig der Ogasawara mit 45.000 Koku,
- Ab 1697 die Kuze mit 50.000 Koku,
- Ab 1705 ein Zweig der Makino mit 80.000 Koku,
- Ab 1712 ein Zweig der Ōkōchi mit 70.000 Koku,
- Ab 1729 ein Zweig der Honjō mit 70.000 Koku,
- Ab 1749 wieder die Ōkōchi mit 70.000 Koku.

## Geschichte
Die Burg Yoshida wurde im Mittelalter Burg Imahashi (今橋城) genannt. Im Jahr 1505 soll sie auf Wunsch des Gouverneurs (shugo) der Provinz Suruga, Imagawa Ujichika (今川 氏親; † 1526), von Makino Kohaku (牧野 古伯; † 1506) erbaut worden sein. Nachdem die Imagawa in der Schlacht von Okehazama untergingen, übernahm Tokugawa Ieyasu die Burg und setzte seinen wichtigen Vasallen Sakai Tadatsugu (酒井 忠次; 1527–1596) dort ein. Als Ieyasu 1590 dann die Kantō-Region übernahm, übergab er die Burg an Ikeda Terumasa (池田 輝政; 1565–1613) mit einem Einkommen 150.000 Koku. Dieser erweiterte die Burg beträchtlich. 1601 übernahm Takenoya Iekiyo die Burg. Es folgten dann in der Edo-Zeit eine Reihe weiterer Burgherren, bis ab 1749 wieder ein Zweig der Ōkōchi die Burg übernahm und dort bis zur Meiji-Restauration 1868 residierte.

## Die Anlage

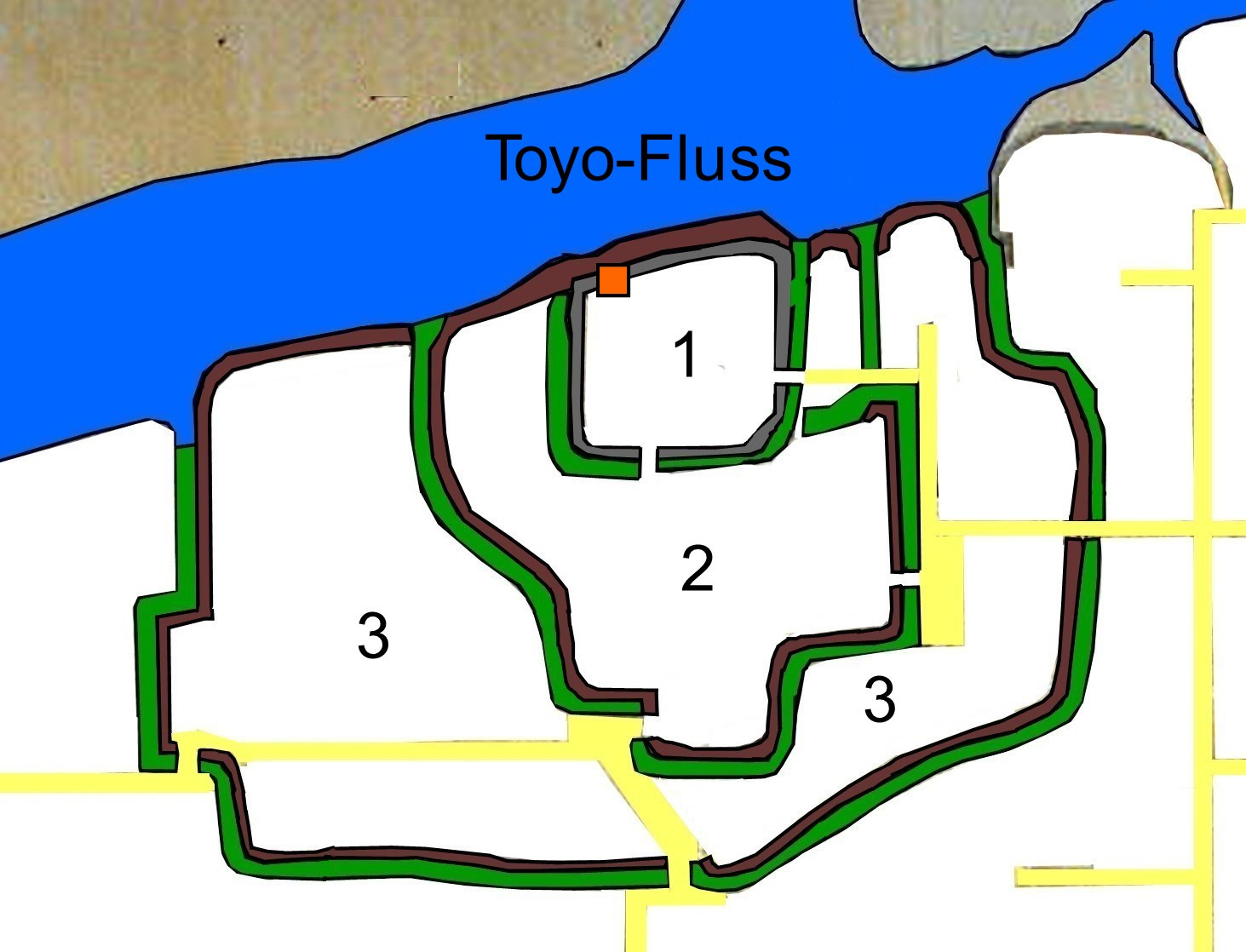
Burg Yoshida (siehe Text)

Die Burg maß von Osten nach Westen 1,2 km und von Norden nach Süden 750 m. Der zentrale Burgbereich, das Hommaru (本丸; 1) am Fluss Toyokawa (豊川) wurde vom zweiten und dritten Burgbereich, dem Ni-no-maru (二ノ丸; 2) und San-no-maru (三ノ丸; 3) umrahmt. Weiter wurde der gesamte Samurai-Bereich, das Jōkamachi, durch einen Graben geschützt. Innerhalb der Burg gab es neun Wachtürme (櫓, yagura), aber keinen Burgturm (天守, tenshu). 
Nach der Meiji-Restauration blieb die Burganlage weitgehend erhalten, die alten Gebäude wurden jedoch abgerissen. Bis 1945 wurde das Gelände vom 18. Infanterie-Regiment (歩兵第十八連隊, Hohei dai-18-rentai) genutzt. 1954 wurde an der Stelle des Kurogane-Wachturms (鉄櫓, Kurogane-yagura) ein dreistöckiger Wachturm in Beton (in der Zeichnung orange markiert) wieder hergestellt. Im Hommaru und Ni-no-maru sind Mauern, Erdwälle und wasserlose Gräben erhalten.